# Jocerand de Brancion

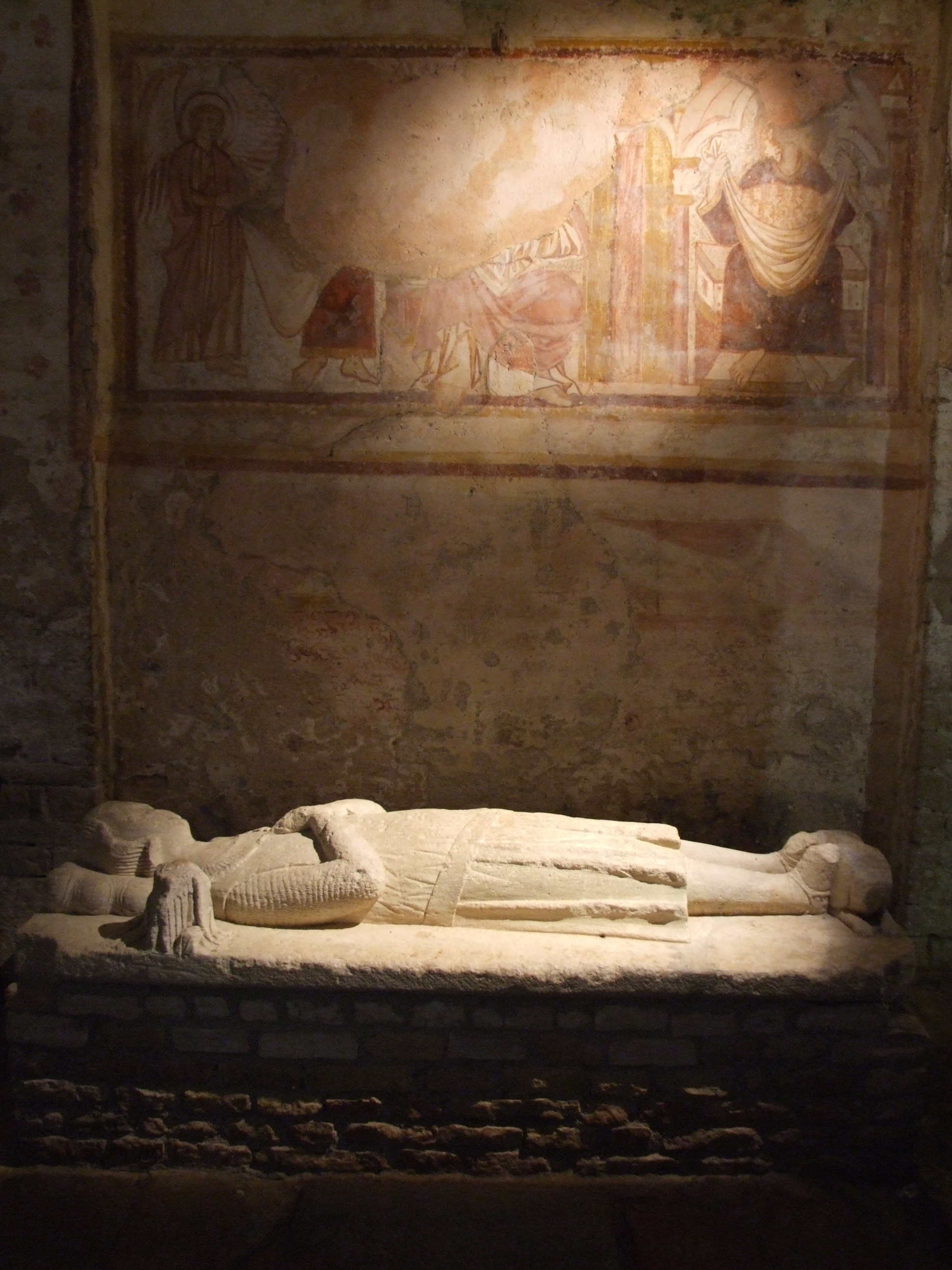
Liegefigur des Sire Jocerand III. Gros in der Kirche Saint-Pierre von Brancion.

Das Wappen der Familie Brancion.

Jocerand III. Gros de Brancion († 11. Februar 1250 in der Schlacht von al-Mansura) war ein französischer Adliger und Ritter. Er war ein Sohn des Sire Heinrich I. Gros von Brancion und der Beatrix von Vignory.
Jocerand erbte von seinem Vater die Herrschaft über Brancion und Uxelles, wo er bei erstem über eine der größten Burgen des Burgund verfügte. Im Jahr 1214 beendete er einen generationenlangen Streit seiner Familie mit der Abtei Cluny um umstrittene Besitzrechte. Er war seit etwa 1221 verheiratet mit Margarete von Salins († 1257/59), die 1225 ihr reiches Erbe, die Herrschaft Salins, an den Herzog von Burgund verkauft hatte. Im Jahr 1237 hatte der Herzog diese Herrschaft an den Grafen Johann von Chalon vergeben, was zum Ausbruch einer anhaltenden Fehde zwischen diesem und Jocerand führte. Im Verlauf dieser Fehde wurde Jocerand von seinem Gegner und dessen Neffen, Jean de Joinville, während des Gebets an einem Karfreitag in einer Abtei überrascht. Bevor es zum Kampf kam ermahnte er den Grafen von Chalon die Fehde zu beenden, da er auf seine alten Tage das himmlische Königreich in einem höheren Dienst erreichen wolle. Die Fehde wurde 1240 vertraglich beendet.
Von Joinville wurde Jocerand als einer der besten Ritter, den er je begegnet sei, beschrieben. Aus sechsunddreißig Zweikämpfen sei er als ehrenvoller Sieger hervorgegangen. Jocerand nahm zusammen mit seinem Sohn am sechsten Kreuzzug nach Ägypten im Gefolge des Prinzen Alfons von Poitiers teil. Während der Belagerung von al-Mansura kam es am 11. Februar 1250 vor den Mauern der Stadt zu einer Schlacht zwischen den Kreuzfahrern und den Mameluken. Jocerand wurde im Verlauf des Kampfes von den Gegnern umzingelt, der Herzog von Burgund versuchte ihn vom Feldlager auf der gegenüberliegenden Seite des Nilarms durch das Abfeuern von Pfeilsalven zu retten. Er wurde dennoch überwältigt und getötet.
Jocerand wurde in Uxelles bestattet, die Liegefigur seines Grabes ist aber seit 1959 in der Kirche Saint-Pierre in Brancion zu sehen. Sein Sohn Heinrich II. Gros, der den Kreuzzug überlebt hatte, verkaufte Brancion und Uxelles im Jahr 1259 an den Herzog von Burgund.

## Quelle
- The Memoirs of the Lord of Joinville, II, §12, hrsg. von Ethel Wedgwood (1906)